# Dragan Mladenović
Dragan Mladenović, nacido en Kraljevo (Yugoslavia) el 16 de febrero de 1976, es un exfutbolista serbio que se desempeñaba como centrocampista y que se retiró jugando para el Incheon United surcoreano.

## Trayectoria
Tras haber militado en el Sloga Kralijevo, el Zemun, el Estrella Roja y el Rangers escocés, Mladenović recaló en la Real Sociedad durante el mercado invernal de la temporada 2004/05.
La operación tuvo un coste para la Real de 250.000 euros y permitió integrar en el equipo a un mediocentro defensivo que pudiese jugar también como central, un perfil demandado por el entonces técnico "txuri-urdin" José María Amorrortu. Su llegada intentó equilibrar la plantilla blanquiazul tras la marcha de Mikel Arteta al Everton.

## Clubes
| Club                    | País                | Año       |
| ----------------------- | ------------------- | --------- |
| Radnik Kraljevo         | Yugoslavia          | 1993-1995 |
| Sloga Kraljevo          | Yugoslavia          | 1995-1998 |
| Zemun                   | Yugoslavia          | 1998-2000 |
| Rudar Pljevlja (cedido) | Yugoslavia          | 2000-2001 |
| Zemun                   | Yugoslavia          | 2001-2002 |
| Estrella Roja           | Yugoslavia          | 2002-2004 |
| Glasgow Rangers         | Escocia             | 2004-2005 |
| Real Sociedad (cedido)  | España              | 2004-2005 |
| Estrella Roja           | Serbia y Montenegro | 2005-2006 |
| Incheon United          | Corea del Sur       | 2006-2009 |